# カーネギー発生段階
発生学において、カーネギー発生段階 (カーネギーはっせいだんかい、英: Carnegie stages) とは23の段階に標準化された脊椎動物胚の発生段階の指標である。Streeter's Horizons とも呼ばれる。
各段階は、胚の大きさや発生後の日数でなく、構造の発生により定められており、このため各段階の時間軸は種ごと、またある程度は個体ごとに異なる。ヒト胚においては、発生初期の60日のみが対応しており、それ以降は胚に代わって胎児と呼ばれる。
この指標は Streeter (1942) および O'Rahilly と Müller (1987) の業績による。「カーネギー」の名称はカーネギー研究所に由来する。 
カーネギー発生段階により多くの脊椎動物の発生段階を記述、比較することが可能であるが、一部のモデル生物については、例えばニワトリにおけるHamburger-Hamilton 発生段階のように別の指標が用いられることもある。

## ステージ
日数はヒトにおける概略であり、最終排卵日からの日数を表す。

### ステージ 1: 受精後 1 日
- 受精
- 極体

### ステージ 2: 受精後 2-3 日
- 卵割
- 桑実胚
- コンパクション

### ステージ 3: 受精後 4-5 日
- 胚盤胞と卵割腔
- 栄養芽細胞と内部細胞塊

### ステージ 4: 受精後 6 日
- 合胞体栄養膜
- 細胞栄養芽層
- 羊膜外胚葉

### ステージ 5 (a-c): 受精後 7-12 日
- 着床
- 胚盤
- 二層性胚盤
- 一次卵黄嚢
- 羊膜腔

### ステージ 6: 受精後約 17 日
- 原条
- 原溝
- 絨毛膜絨毛
- 二次卵黄嚢

### ステージ 7: 受精後約 19 日
- 原腸陥入
- 神経板
- 造血の開始
- 脊索

### ステージ 8: 受精後約 23 日
- 原窩

### ステージ 9: 受精後約 25 日
- 神経溝
- 神経褶
- 横中隔
- プラコード
- 初期心臓

### ステージ 10: 受精後約 28 日
- 第一および第二咽頭弓
- 心臓係蹄
- 中間中胚葉

### ステージ 11: 受精後約 29 日
- 静脈洞
- 中腎管

### ステージ 12: 受精後約 30 日
- 上肢芽

### ステージ 13: 受精後約 32 日
- 一次中隔
- 一次口

### ステージ 14: 受精後約 33 日
- 尿管芽

### ステージ 18: 受精後約 44 日
- 二次中隔